# Хижинкова, Ольга Николаевна
Ольга Николаевна Хижинкова (род. 22 ноября 1986, дер. Заборовье, Лепельский район, Витебская область, БССР, СССР) — белорусская модель, победительница конкурса «Мисс Беларусь — 2008», участница международного конкурса «Мисс Мира» в 2008 году.

## Биография
Ольга Хижинкова родилась 22 ноября 1986 года в деревне Заборовье Лепельского района Витебской области в крестьянской семье. Окончила колледж лёгкой промышленности в Витебске.
Победительница конкурса «Мисс Беларусь — 2008», участница международного конкурса «Мисс Мира» в 2008 году в ЮАР.
Являлась моделью, затем преподавателем дефиле Национальной школы красоты в Минске. Около 10 лет была лицом белорусского бренда «Conte Elegant». Снимается в видеоклипах белорусских музыкантов и певцов.
Окончила Институт журналистики Белорусского государственного университета по специальности журналистика (направление — аудиовизуальные СМИ). Работала на телевидении и в пресс-службах телеканала ОНТ и «Белкоопсоюза», пресс-секретарём футбольного клуба «Динамо-Брест» (2016—2020).
Активный участник акций протеста в Белоруссии после президентских выборов 2020 года, неоднократно высказывалась за демократические перемены в стране. 15 сентября 2020 года была уволена из Национальной школы красоты.
8 ноября 2020 года задержана милицией на мирной воскресной акции протеста «Марш Народовластия» в Минске, помещена в следственный изолятор на Окрестина. 10 ноября в суде Заводского района Минска Хижинкову осудили за участие в несанкционированном мероприятии по ч. 1 ст. 23.34 КоАП на 12 суток ареста. 12 ноября в открытом судебном заседании судья Центрального района Минска признал Ольгу Хижинкову виновной по ч. 1 ст. 23.34 КоАП (участие в митинге 11 октября) и осудил ещё на 15 суток, что в совокупности составило 27 суток ареста.
26 ноября прошёл суд уже по третьему эпизоду участия Ольги Хижинковой в акциях протеста — обвинение базировалось на фотографии в Instagram и видеосъёмке за 25 октября. На этот раз ей вновь присудили 15 суток ареста. 11 декабря срок ареста был продлён ещё на девять суток. Вышла на свободу 20 декабря (совокупно после 42 суток ареста).
Увлекается марафонским бегом.